# Александрија (Тенеси)
Александрија (енгл. Alexandria) град је у америчкој савезној држави Тенеси.

## Демографија
По попису из 2010. године број становника је 966, што је 152 (18,7%) становника више него 2000. године.
| Група             | 2000.       | 2010.       |
| Белци             | 734 (90,2%) | 895 (92,7%) |
| Афроамериканци    | 63 (7,7%)   | 40 (4,1%)   |
| Азијати           | 1 (0,1%)    | 2 (0,2%)    |
| Хиспаноамериканци | 2 (0,2%)    | 11 (1,1%)   |
| Укупно            | 814         | 966         |